# 聶致堯
聂致尧（?—?），字长孺，歙县人。
七世祖聂师道。事亲孝，能救濟鄉人，张栻为题其额，咸平三年陈尧咨榜進士，有子聂冠卿、聂世卿，以子冠卿贵，赠礼部尚书。